# ファノ多様体
代数幾何学では、ファノ多様体(Fano variety)は、( Fano 1934, 1942) により導入され、多様体上の反標準バンドルが豊富な完備代数多様体(complete variety) X のことを言う。この定義は、X がある定義体上で滑らか(smooth)なことを前提としているが、極小モデルプログラムでは、端末特異点(canonical singularity)やklt特異点(klt singularity)（川又対数端末特異点）といった、様々なタイプの特異点を持ったファノ多様体の研究も進められていた。

## ファノ多様体の例
- ファノ多様体の基本的な例は、射影空間（英語版）である。{\displaystyle \mathbb {P} _{\mathbf {k} }^{n}} の反標準ラインバンドルは {\displaystyle {\mathcal {O}}(n+1)} であり、反標準バンドルは非常に豊富である（その曲率はフビニ・スタディ計量の n+1 倍のシンプレクティック形式である）。

- D を {\displaystyle \mathbb {P} _{\mathbf {k} }^{n}} の中の滑らかな余次元 1 の部分多様体とすると、随伴公式より、{\displaystyle {\mathcal {K}}_{D}=({\mathcal {K}}_{X}+D)|_{D}=(-(n+1)H+\mathrm {deg} (D)H)|_{D}} を得る。ここに H は超平面のクラスである。従って、超曲面 D がファノ多様体であることと {\displaystyle \mathrm {deg} (D)<n+1} であることとは同値である。

- より一般的な n-次元の射影空間の超曲面の滑らかな完全交叉（英語版）(complete intersection)がファノ多様体であることと、それらの次数が多くとも n であることとは同値である。

- 重み付き射影空間（英語版）(Weighed projective space) P(a0,...,an) はファノ多様体である。この空間は、生成元が次数 a0,...,an である次数付き多項式環に付随する射影スキームである。これがうまく構成されると、数 a の中の n が 1 よりも大きな公約数が存在しないので、a0+...+an よりも次数の小さな超曲面の任意の完全交叉がファノ多様体である。

- 標数 0 の射影多様体で線型代数群の下に等質な多様体は、全てファノ多様体である。

## いくつかの性質
X 上に豊富なラインバンドルが存在することと、X が射影多様体であることとは同値であるから、ファノ多様体はいつでも射影的である。複素数体上のファノ多様体は、小平消滅定理により、{\displaystyle i>0} に対して、構造層の高次コホモロジー群 {\displaystyle H^{i}(X,{\mathcal {O}}_{X})} が 0 である。このことから、第一チャーン類から、同型 {\displaystyle c_{1}:\mathrm {Pic} (X)\to H^{2}(X,\mathbb {Z} )} が導かれる。
滑らかな複素ファノ多様体は、単連結である。カンパナ(Campana)とケラー・宮岡・森(Kollár-Miyaoka-Mori)は、代数的閉体上の滑らかなファノ多様体は有理チェーン連結であることを示した。すなわち、任意の 2つの閉点は有理曲線のチェーンにより連結することができる。 最も簡単な事実は、ファノ多様体の小平次元は、−∞ という事実である。
ケラー・宮岡・森は、標数 0 の代数的閉体上の任意の次元の滑らかなファノ多様体が有界な族を作ることを示した。このことはそのようなファノ多様体が有限個の代数多様体の点により分類されることを意味している。 特に、各々の次元のファノ多様体の変形クラスは、有限個しかないことを意味する。この意味で、ファノ多様体は一般型の多様体のような他のクラスよりも非常に特殊である。

## 小さな次元での分類
次の議論は複素数上の滑らかなファノ多様体を考える。
次元が 1 のファノ曲線は、射影直線に同型である。 
次元が 2 のファノ曲面は、デルペッゾ曲面と呼ばれる。どのデルペッゾ曲面も {\displaystyle \mathbb {P} ^{1}\times \mathbb {P} ^{1}} か、または、最大 8 個の点でブローアップした射影平面であり、とくにファノ多様体全てが再び有理的である。
3 次元では、滑らかな複素ファノ多様体であって、有理的でないものが存在する。例えば、P4 の中の3次 3次元多様体(3-fold)や、（クレメンス(Clemens)とグリフィス(Griffiths)による）、P4 の中の 4次 3次元多様体（イスコフスキー(Iskovskih)とマーニン(Manin)による）である。Iskovskih (1977, 1978, 1979)では、第二ベッチ数が 1 である滑らかな 3次元ファノ多様体は、17 個のクラスへ分類され、また、Mori & Mukai (1981) では、第二ベッチ数がすくなくとも 2 の 3次元ファノ多様体は 88 個の変形するクラスを発見して、滑らかなファノ多様体を分類した。滑らかな 3次元ファノ多様体の分類の詳細なまとめは、Iskovskikh & Prokhorov (1999) で与えられている。